# 大天濠征信
大天濠 征信（だいてんごう まさのぶ、1967年（昭和42年）1月7日 - ）は、大鵬部屋（現・大嶽部屋）に所属した元大相撲力士。本名は重松 征信（しげまつ まさのぶ）。佐賀県神埼郡三田川町（現・吉野ヶ里町）出身。最高位は東幕下筆頭（1995年（平成7年）1月場所）。身長184cm、体重106kg。

## 経歴
1982年（昭和57年）大鵬部屋に入門し、5月場所本名の「重松」で初土俵を踏む。翌場所序ノ口に付いてから負け越し続きで入門から1年経った1983年（昭和58年）5月場所序二段で初めて勝ち越した。「佐嘉乃里」と改名後の1985年（昭和60年）11月場所三段目に上がり、この場所は負け越したが、三段目に再び上がってから定着し、「佐賀乃里」と改名後の1989年（平成元年）7月場所幕下に上がった。何度も三段目に落ちたりしてなかなか定着せず、「大天濠」と改名後の1992年（平成4年）11月場所三段目優勝してから翌場所東幕下10枚目まで進み、十両を狙える地位まで番付を上げた。幕下2枚目まで上がったが、負け越し、一時は幕下中位に下がる。その後、再び番付を上げ、1995年（平成7年）1月場所東幕下筆頭まで進んだ。この場所2勝5敗に終わり、その後は幕下一桁に上がったりもしたが、1997年（平成9年）5月場所で引退した。
引退後は都内の相撲料理店で修業をした後、帰郷し、神埼市で「相撲料理 さがの里」を開いた。

## 改名歴
- 重松 征信 1982年5月場所-1985年3月場所
- 佐嘉乃里 征信 1985年5月場所-1988年5月場所
- 佐賀乃里 征信 1988年7月場所-1992年5月場所
- 大天濠 征信 1992年7月場所-1997年5月場所

## 参考資料
- 雑誌『相撲』1997年7月号。